# Pork pie

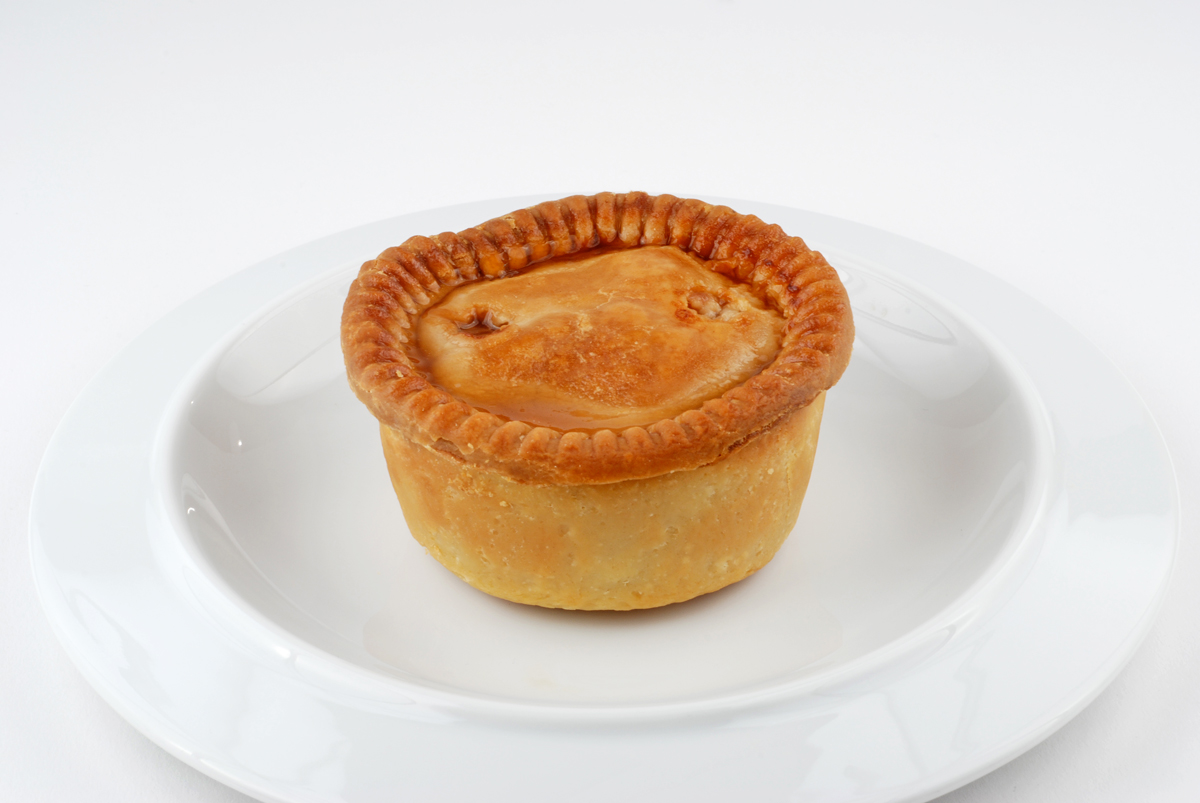
Pork pie

Pork pie – tradycyjny wypiek brytyjski, składający się z grubo siekanego lub mielonego peklowanego mięsa wieprzowego, galaretki wieprzowej w sporządzonym na gorąco chrupkim cieście. Po wypieczeniu ma łukowaty wygląd. Pork pie jest w przekroju różowy albo szary. Spożywa się go na zimno.

## Wytwarzanie
Ciasto do produkcji pork pies powstaje w wyniku gotowania smalcu w osolonej wodzie, a następnie dodania mąki. Powstałe w taki sposób ciasto jest wytrzymałe i sprężyste, zdolne podtrzymać całą konstrukcję wypieku. Z ciasta tworzy się cylindryczne miseczki o grubej podstawie, które następnie wypełnia się mielonym mięsem, przykrywa wierzchnią warstwą ciasta, a na koniec nakłuwa.  Podczas pieczenia mięso się kurczy i doprowadza do obluzowania zawartości, dlatego luki wypełnia się wywarem wieprzowym, który po ostudzeniu wyrobu daje galaretę.

## Historia
Wyroby zbliżone do pork pie, o podobnej recepturze i zbliżonego kształtu były wypiekane już w średniowieczu, a receptury zmieniały się wraz z biegiem lat. Również ze średniowiecza (rok 1303) pochodzi najstarszy udokumentowany zapis użycia nazwy pork pie, a pierwszy zachowany przepis pochodzi z roku 1390 z kuchni króla Ryszarda II. Początkowo przygotowywanie pork pies było metodą na konserwację wieprzowiny. Wyrób swoją popularność zawdzięczał łatwości w transportowaniu, gotowości do spożycia i niskiej cenie, dzięki czemu zyskał popularność wśród klasy robotniczej i rolników.

## Melton Mowbray pork pie
Najbardziej znaną marką jest Melton Mowbray pork pie, nazwany od miejsca jego wytwarzania, miasta Melton Mowbray w hrabstwie Leicestershire. Produkcja pork pies rozpoczęła się tam pod koniec XVIII wieku. W odróżnieniu od większości, są wytwarzane ręcznie i mają nieregularny kształt. Cechą charakterystyczną jest rozchylanie się góry ciasta i obwódka.